# Termolen
Termolen is een plaats in het oosten van de Belgische gemeente Zonhoven. Eind 2019 telde Termolen 3885 inwoners.
De naam van deze buurtschap is te danken aan de aanwezigheid van een watermolen, waarvan de gebouwen en het sluiswerk nog aanwezig zijn.
Termolen had een modern-gotische Maagd der Armenkerk als parochiekerk. Deze wordt sinds 2024 gebruikt als sportcomplex van basisschool de Lettermolen.
In de nabijheid van Termolen liggen diverse natuurgebieden: Het Welleke, de Slangebeekbron en de Molenheide.

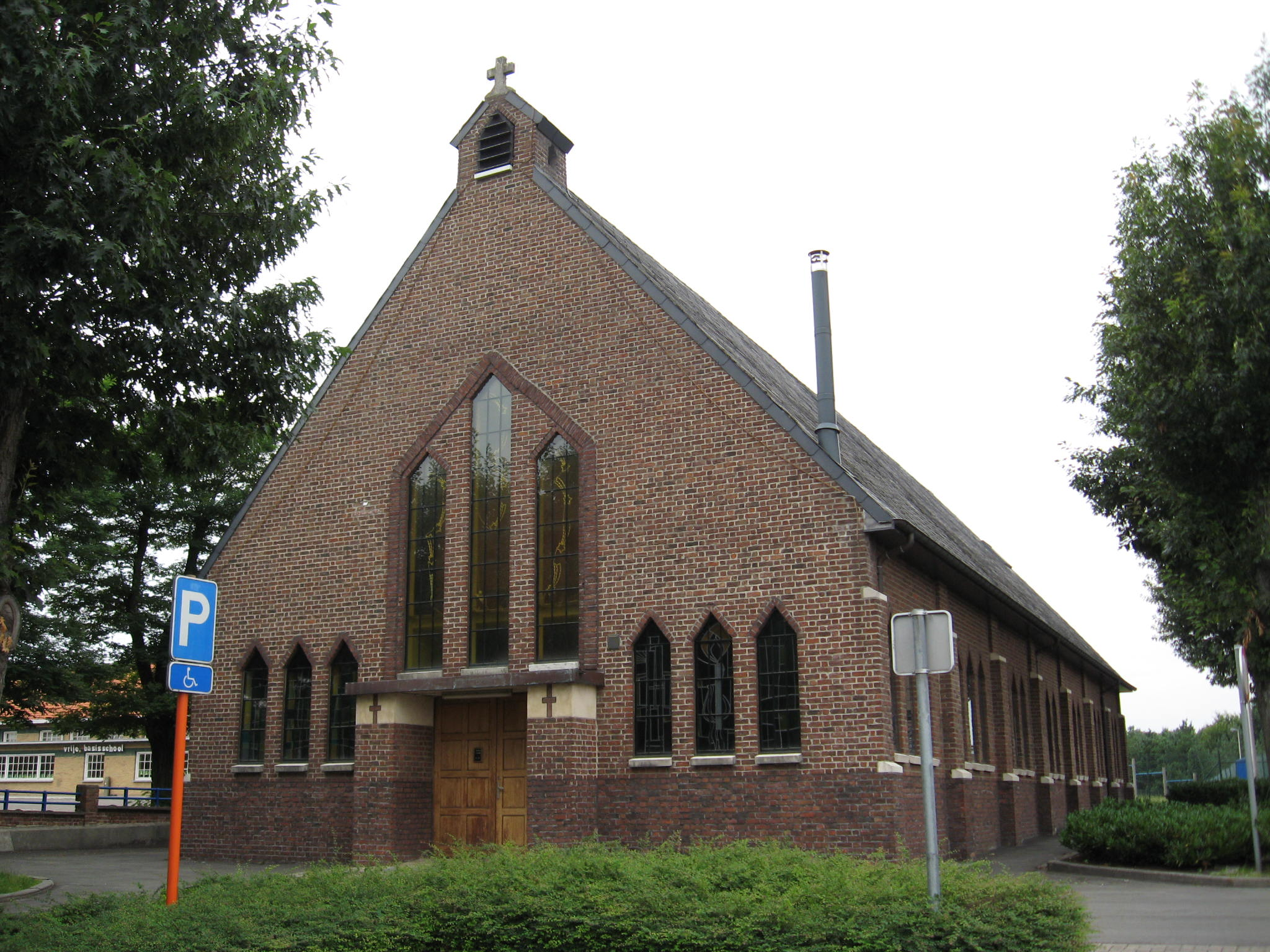
De Onze-Lieve-Vrouw Maagd der Armenkerk

Gehuchten: Halveweg · Terdonk · Termolen

Belgische gemeenten · Arrondissement Hasselt · Limburg · Vlaanderen